# Inge Minor
Ingeborg „Inge“ Minor (* 26. November 1929 in Köln) ist eine ehemalige deutsche Eiskunstläuferin.
1954 wurde sie zusammen mit Hermann Braun Deutsche Meisterin im Paarlaufen.
Sie nahm 1952 mit ihrem Partner Hermann Braun an den Olympischen Winterspielen im Paarlauf teil und belegten dort den 8. Platz. Ingeborg Minor repräsentierte den EC Bad Tölz.

## Erfolge/Ergebnisse
| Event/Wintersaison       | 1951 | 1952 | 1953 | 1954 |
| ------------------------ | ---- | ---- | ---- | ---- |
| Olympische Winterspiele  | -    | 8.   | -    | -    |
| Weltmeisterschaften      | 5.   | -    | -    | 7.   |
| Europameisterschaften    | 5.   | -    | -    | 7.   |
| Deutsche Meisterschaften | 3.   |      |      | 1.   |